# الاتحاد الكشفي البرتغالي
الاتحاد الكشفي البرتغالي هو اتحاد الكشافة الوطني في البرتغال. الحركة الكشفية في البرتغال بدأت في عام 1911 وكانت من بين المؤسسين للمنظمة العالمية للحركة الكشفية في عام 1922. تأسست الاتحاد الحالي في 1928. ويخدم 75359 عضو من كلا الجنسين (اعتبارا من 2011).

## روابط خارجية
- الموقع الرسمي